# Biografielijst Na

## Na
- Lin Na (1980), Chinees atlete

## Naa
- Jan Naaijkens (1919-2019), Nederlands schrijver
- Marc Naalden (1968), Nederlands pokerspeler
- Ronald Edwin Naar (1955-2011), Nederlands bergbeklimmer/alpinist, avonturier en schrijver
- Harvey Naarendorp (1940), Surinaams diplomaat en politicus

## Nab
- Kirill Nababkin (1986), Russisch profvoetballer
- Ebrahim Nabavi (1958), Iraans schrijver, journalist en satiricus
- Casper Naber (1906-1944), Nederlands verzetsstrijder
- John Naber (1956), Amerikaans zwemmer
- Samuel Adrianus Naber (1828-1913), Nederlands classicus
- Heiki Nabi (1985), Estisch worstelaar
- Oussama Nabil (1996), Marokkaans atleet
- Nabonassar, koning van Babylonië van 747 tot 734 v.Chr.

## Nac
- Nacho (1990), Spaans voetballer
- William Nachtegael (1955), Belgisch atleet
- Dirk Nachtergaele (1951), Belgisch wielerverzorger en schrijver
- Joris Nachtergaele (1977), Belgisch politicus
- Jozef Nachtergaele (1928-1980), Belgisch componist, muziekpedagoog en dirigent
- Matheus Nachtergaele (1969), Braziliaans acteur en regisseur
- Vic Nachtergaele (1935), Belgisch hoogleraar

## Nad

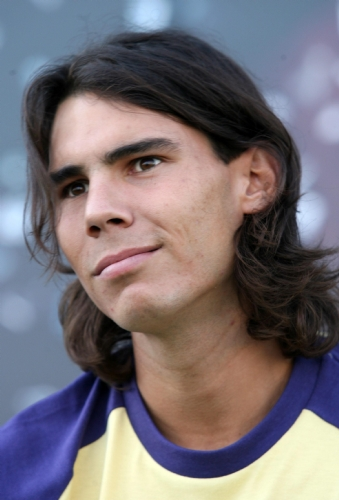
Rafael Nadal

- Rafael Nadal (1986), Spaans tennisser
- Michael Nader (1945), Amerikaans acteur
- Ralph Nader (1934), Amerikaans politicus
- Aldo Nadi, (1899-1965) Italiaans schermer
- Nedo Nadi, (1894-1940) Italiaans schermer
- Nádine (1982), Zuid-Afrikaans zangeres
- Mohammed Nadjiboellah (1947-1996), Afghaans president
- Sofia Nadyrsjina (2003), Russisch snowboardster

## Nae
- Théophile Naël (2007), Frans autocoureur
- Bart Naert (1975-2006), Belgisch bergbeklimmer
- Joseph Naert (1838-1910), Belgisch architect
- Koen Naert (1989), Belgisch atleet
- Liesa Naert (1982), Belgisch actrice
- Nicole Naert (1951), Belgisch politica en vakbondssecretaris
- Oscar Naert (1913-1944), Belgisch atleet
- Arne Næss (1912-2009), Noors filosoof
- Fabrice Naessens (1968), Belgisch wielrenner
- Jens Naessens (1991), Belgisch voetballer
- Jet Naessens (1915-2010), Belgisch actrice
- Maurits Naessens (1908-1982), Belgisch bankier en kunstverzamelaar
- Pascale Naessens (1969), Belgisch fotomodel en presentatrice
- Willy Naessens (1939-2025), Belgisch ondernemer

## Naf
- Lycia Naff (1962), Amerikaans actrice, danseres en journaliste
- Ronny Naftaniel (1948), Joods-Nederlands activist en journalist

## Nag
- Kuroda Nagamichi (1889-1978), Japanse ornitholoog
- Hantaro Nagaoka (1865-1950), Japanse natuurkundige
- Tetsuta Nagashima (1992), Japans motorcoureur
- Mirai Nagasu (1993), Amerikaans kunstschaatsster
- Hisayasu Nagata (1969-2009), Japans politicus
- Yuto Nagatomo (1986), Japans voetballer
- Abdi Nageeye (1989), Somalisch-Nederlands atleet
- Antje Nagel (circa 1744–1815), stadsvroedvrouw
- Gerrit Nagels (1906-1950), Nederlands voetballer
- Jacques Nagels (1937-2014), Belgisch politicus
- Jules Nagels (1829-1890), Belgisch politicus
- Maria Nagels (1903-1992), Belgisch syndicaliste
- Rani Nagels (1995), Belgisch atlete
- Katie Nageotte (1991), Amerikaans atlete
- Denis Nagoelin (1992), Russisch autocoureur
- Cornelis Nagtegaal (1905-1994), Nederlands koloniaal bestuurder
- Antonios Naguib (1935-2022), Egyptisch patriarch en kardinaal
- Mohammed Naguib (1901-1984), Egyptisch president
- Denis Nagulin (1992), Russisch autocoureur
- Dániel Nagy (1998), Hongaars autocoureur
- Norbert Nagy (1994), Hongaars autocoureur
- Stanisław Nagy (1921), Pools kardinaal-diaken

## Nah
- Pablo Nahar (1952-2024), Surinaams jazzmusicus

## Nai
- Ajay Naidu (1972), Amerikaans acteur
- Billel Naïli (1986), Algerijns voetballer
- Abdullahi Ahmed An-Na'im (1950), Soedanees-Amerikaans islamgeleerde
- Jit Narain (1948-2024), Surinaams arts en dichter
- V.S. Naipaul (1932-2018), Brits schrijver

## Naj
- Miguel Najdorf (1910-1997), Pools-Argentijns schaker

## Nak
- Halimah Nakaayi (1994), Oegandees atlete
- Takaaki Nakagami (1992), Japans motorcoureur
- Aiko Nakamura (1983), Japans tennisster
- Daniel Nakamura (1967), Japans-Amerikaans hip-hopproducer
- Hikaru Nakamura (1987), Amerikaans schaker
- Katsumi Nakamura (1994), Japans zwemmer
- Mai Nakamura (1979), Japans zwemster
- Naoki Nakamura (1996), Japans schansspringer
- Reiko Nakamura (1982), Japans zwemster
- Seisaku Nakamura (1924-1943), Japans seriemoordenaar
- Shigenobu Nakamura (1950), Japans componist en muziekpedagoog
- Shuji Nakamura (1954), Japans/Amerikaans natuurkundige en Nobelprijswinnaar
- Shunsuke Nakamura (1978), Japans voetballer
- Toru Nakamura (1946), Japans componist en muziekpedagoog
- Yurika Nakamura (1986), Japans langeafstandsloopster
- Katsuyuki Nakasuga (1981), Japans motorcoureur
- Takeyuki Nakayama (1959), Japans atleet
- Yuichi Nakayama (1991), Japans autocoureur
- Angel Nakpil (1914-1980), Filipijns architect
- Carmen Guerrero-Nakpil (1922), Filipijns journalist, schrijver en technocraat
- Juan Nakpil (1899-1986), Filipijns architect
- Julio Nakpil (1867-1960), Filipijns componist en revolutionair strijder

## Nal
- Tigran Nalbandian (1975-2025), Armeens schaker
- Peter Nalitch (1981), Russisch muzikant (Pjotr Nalitsj)
- Duke Nalon (1913-2001), Amerikaans autocoureur

## Nam
- Chuhei Nambu (1904-1997), Japans atleet
- Yōichirō Nambu (1921-2015), Amerikaans natuurkundige en Nobelprijswinnaar van Japanse komaf
- Alexandre Namèche (1811-1893), Belgisch priester, historicus, hoogleraar en rector
- Louis Namèche (1915-1990), Belgisch politicus en vakbondsbestuurder
- Eric Namesnik (1970-2006), Amerikaans zwemmer
- Hamada Nampiandraza (1984), Malagassisch voetbalscheidsrechter
- Guy Namurois (1961-2012), Belgisch atleet

## Nan
- Conlon Nancarrow (1912-1997), Amerikaans-Mexicaans componist
- Robert Morton Nance (1873-1959), Brits taalkundige, gespecialiseerd in het Cornisch
- Edu Nandlal (1963), Surinaams-Nederlands voetballer
- Akash Nandy (1997), Maleisisch autocoureur
- Nani (1986), Portugees voetballer
- Roberto Nani (1988), Italiaans alpineskiër
- Dhroeh Nankhoe (1960), Surinaams zanger
- Krish Nannan Panday (1928-2025), Surinaams politicus
- Ryan Nannan (1980-2025), Surinaams wetenschapper en ambassadeur
- Gianluca Nannelli (1973), Italiaans motorcoureur
- Dick Nanninga (1949-2015), Nederlands voetballer
- Wilma Nanninga (1958), Nederlands journaliste en tv-presentatrice
- Alessandro Nannini (1959), Italiaans autocoureur
- Matteo Nannini (2003), Italiaans autocoureur
- Fridtjof Nansen (1861-1930), Noors ontdekkingsreiziger en wetenschapper
- Rafael Nantes (1957-2010), Filipijns politicus

## Nap
- Christoffel Meyer Nap (1807-1886), Nederlands advocaat en politicus
- John Napier (1550-1617), Schots wiskundige
- Simon Napier-Bell (1939), Engels impresario, muziekproducent en schrijver
- Eelco Napjus (1728-1803), Nederlands historicus
- Ryan Napoleon (1990), Australisch zwemmer
- Danilo Napolitano (1981), Italiaans wielrenner
- Giorgio Napolitano (1925-2023), Italiaans president (2006-2015)

## Nar
- Ram Narayan (1927-2024), Indiaas sarangispeler
- Francisco Narcizio (1971), Braziliaans voetballer
- Tetsuo Narikawa (1944-2010), Japans acteur
- Lior Narkis (1976), Israëlisch zanger
- Narmer (ca. 3100 v.Chr.), farao van Egypte
- François Narmon (1934-2013), Belgisch bankier en sportbestuurder
- Arvo Närvänen (1905-1982), Fins voetballer
- Andres Narvasa (1928-2013), Filipijns rechter

## Nas

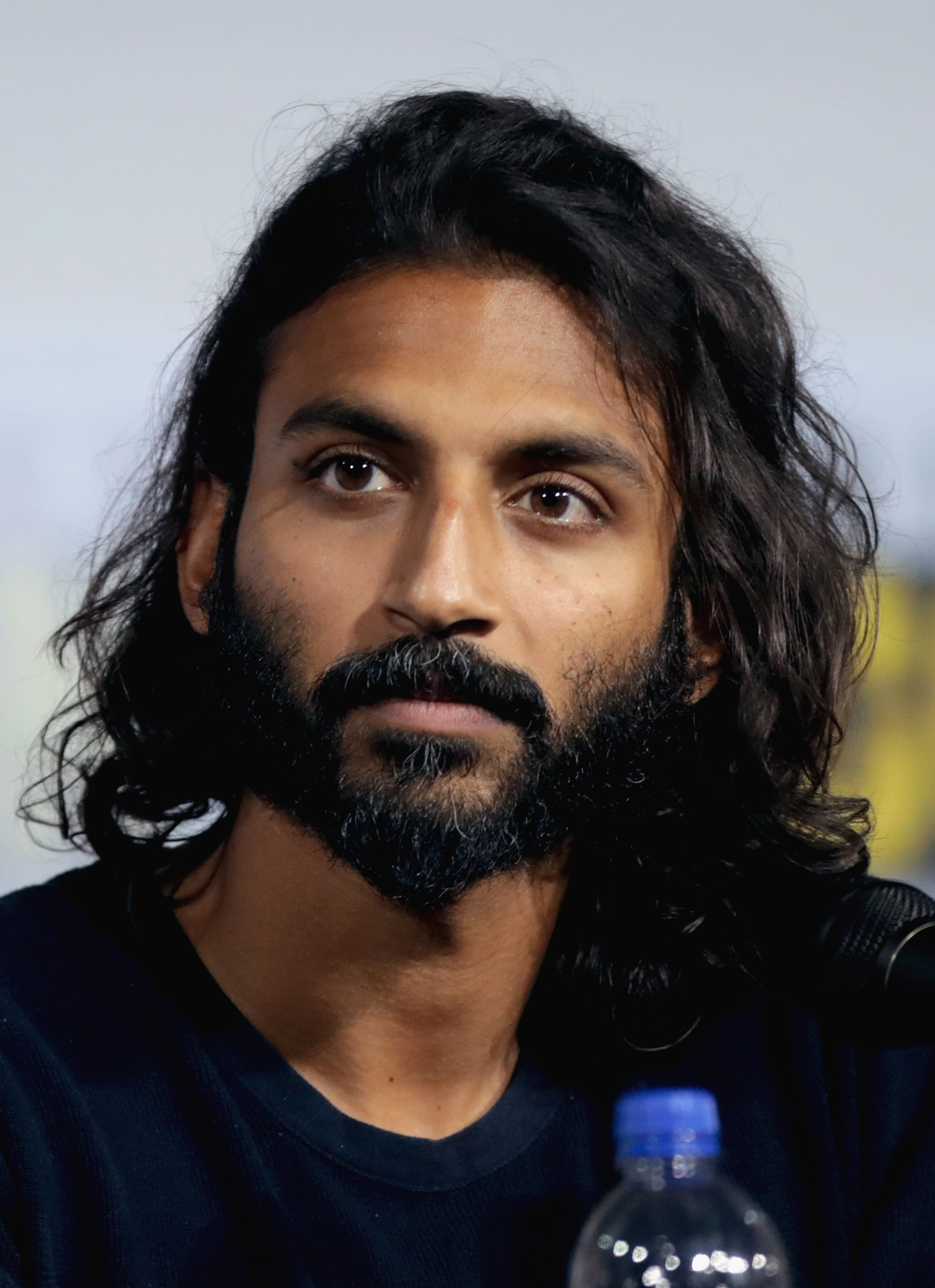
Avi Nash, 2019

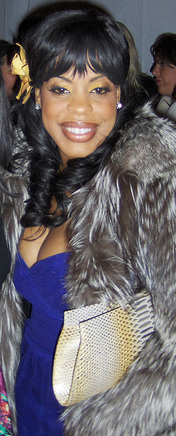
Niecy Nash, 2007

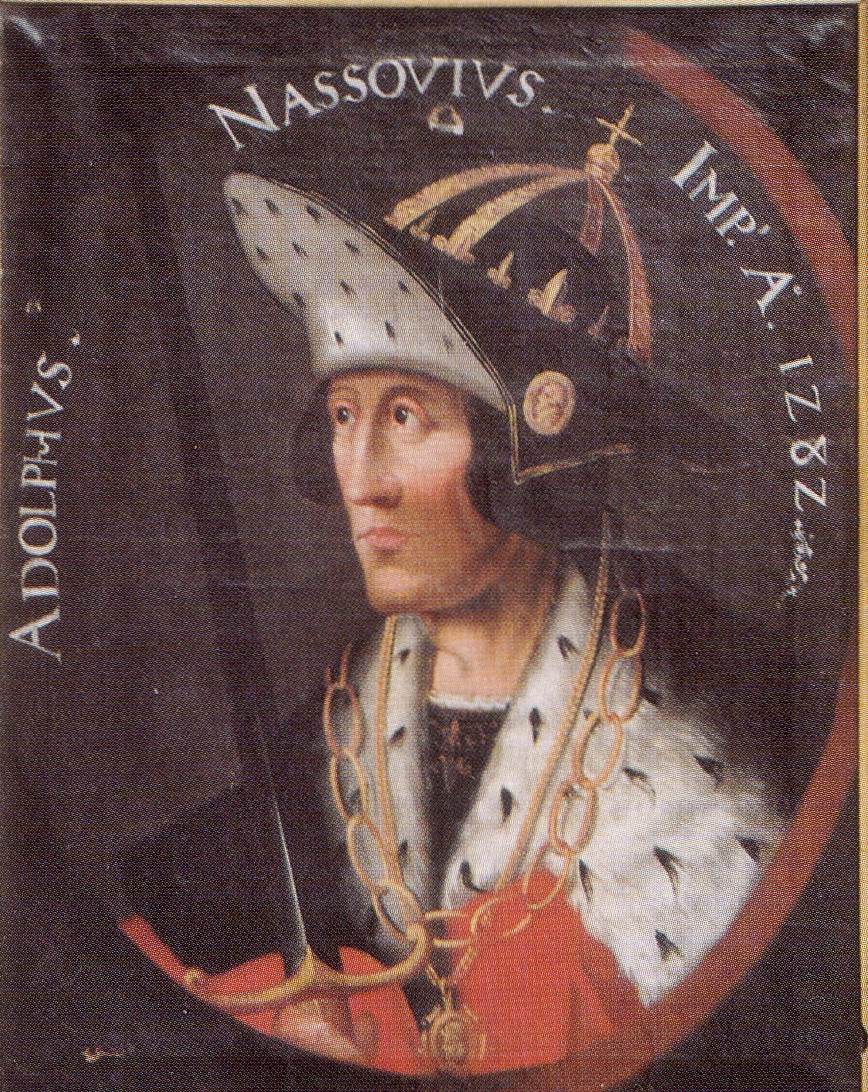
Rooms-koning Adolf van Nassau

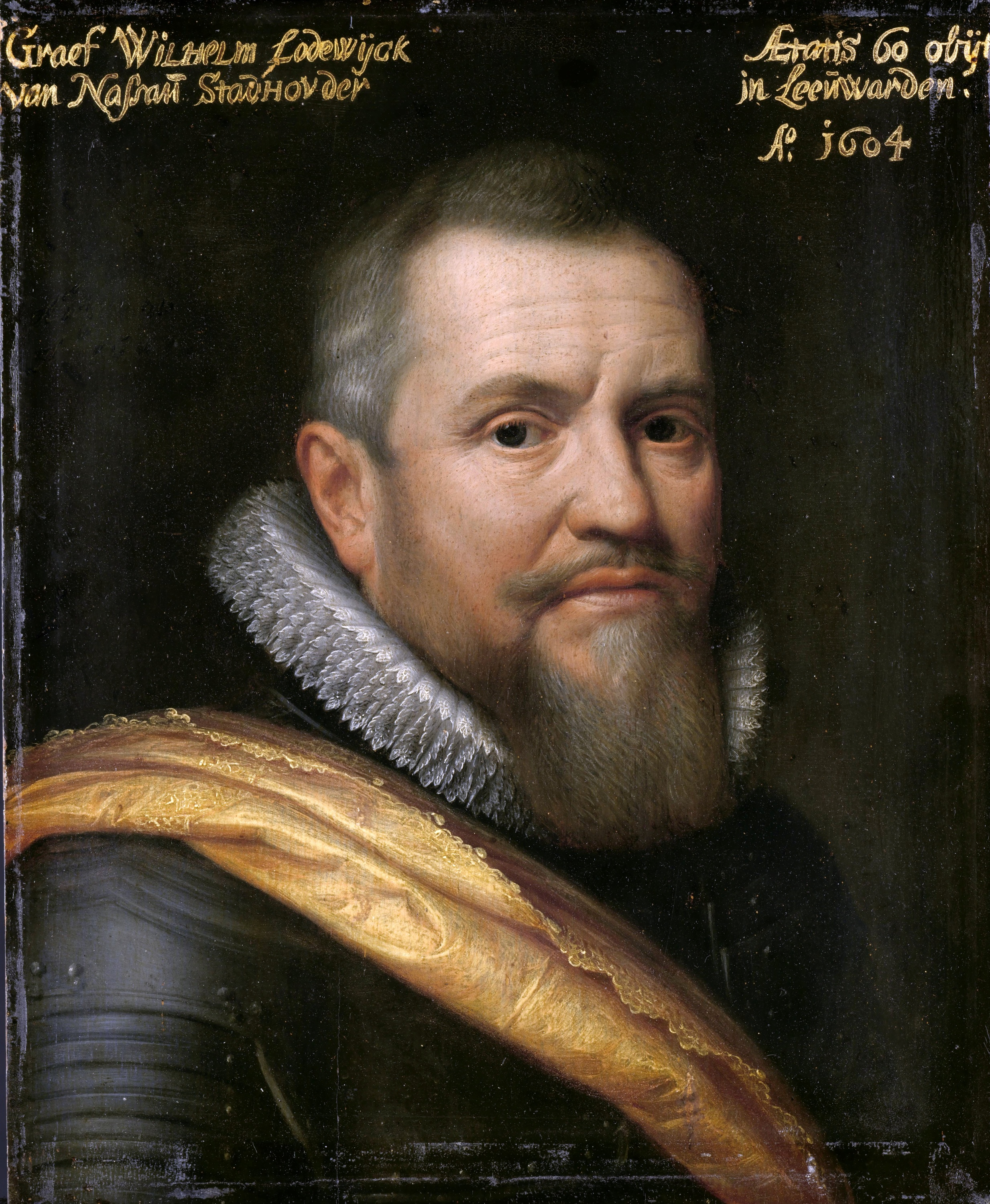
Willem Lodewijk van Nassau-Dillenburg

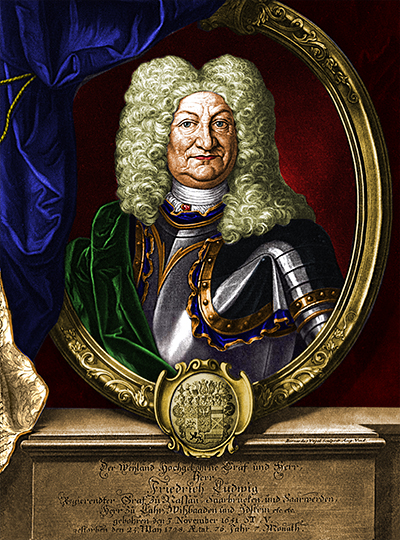
Frederik Lodewijk van Nassau-Ottweiler

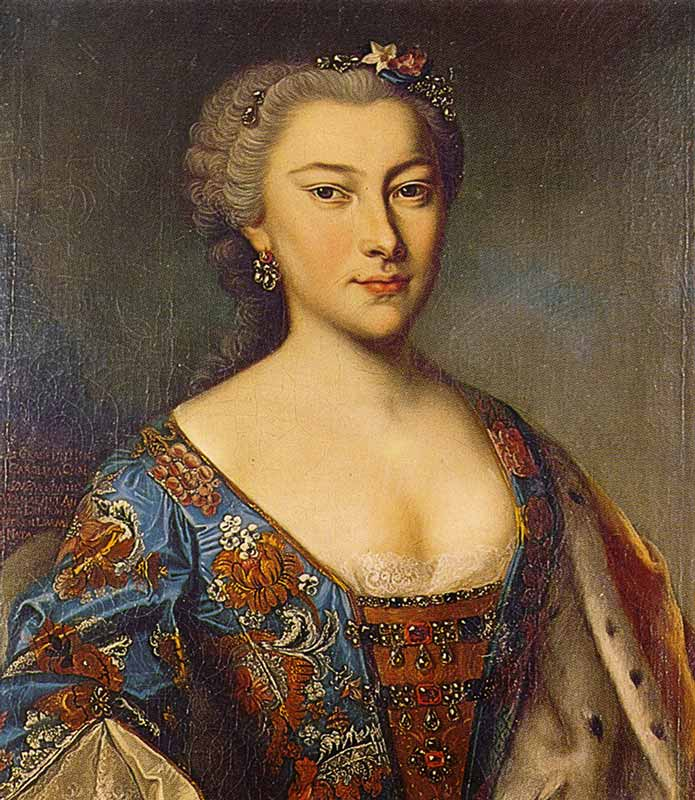
Carolina van Nassau-Saarbrücken

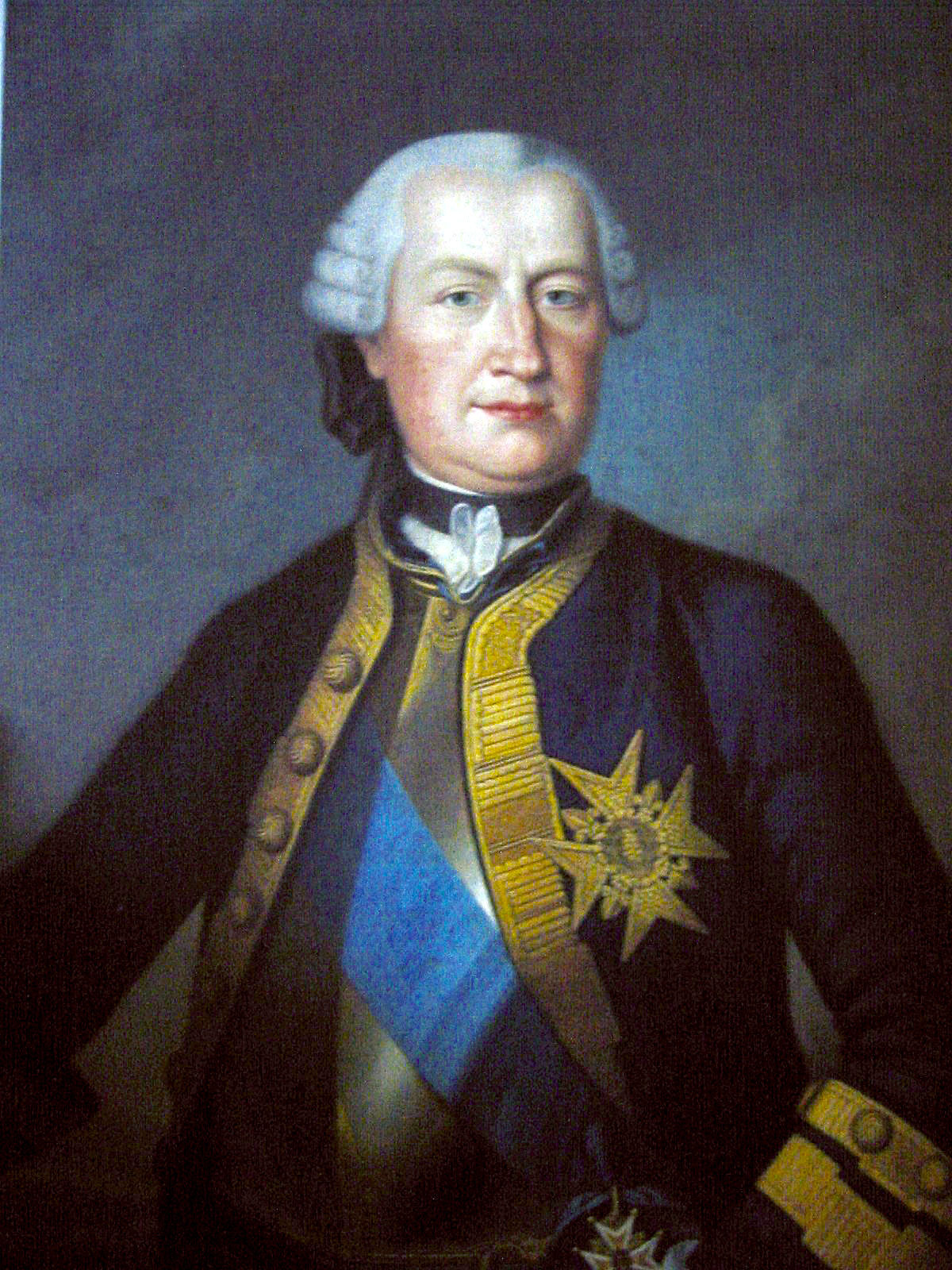
Willem Hendrik van Nassau-Saarbrücken

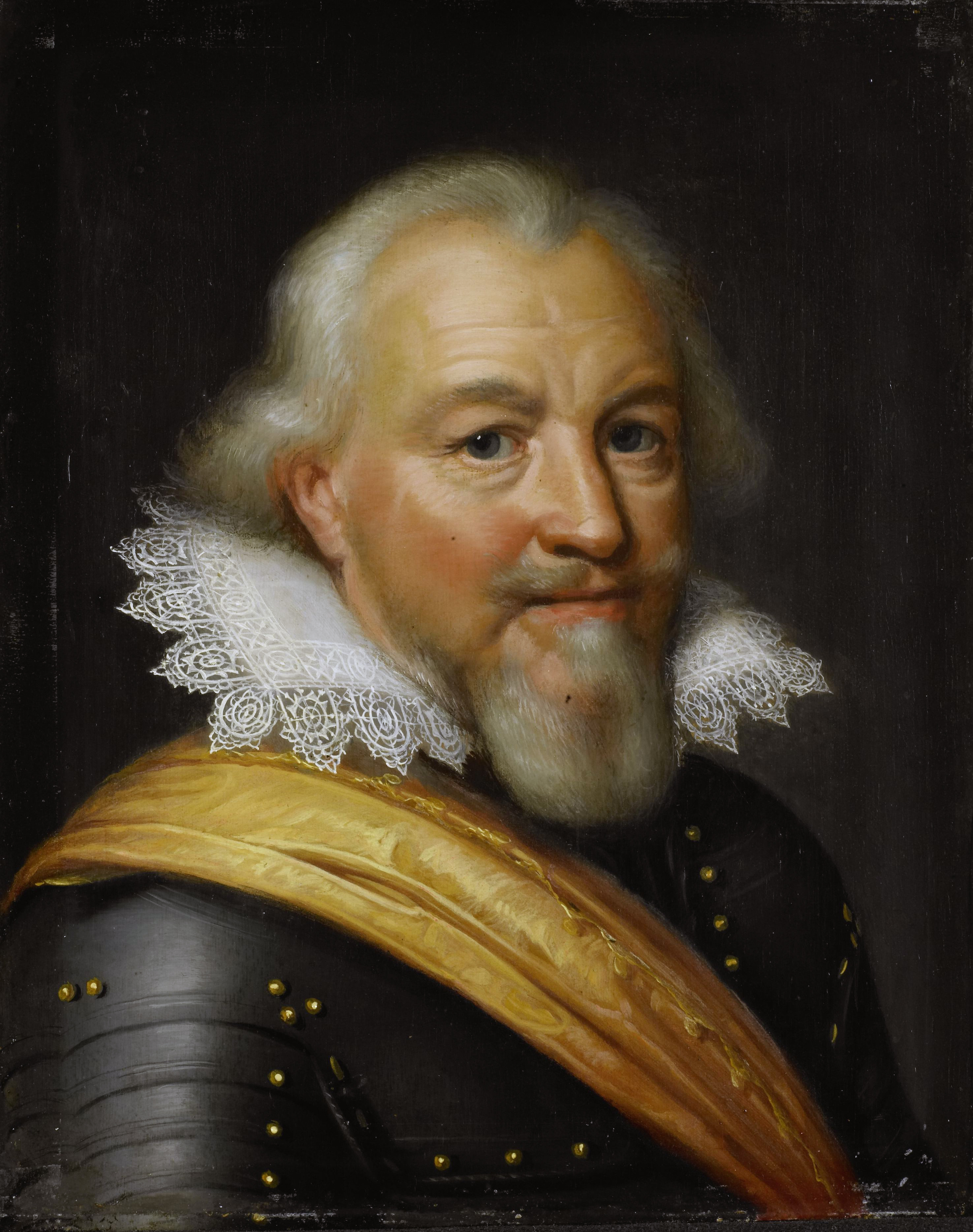
Johan VII van Nassau-Siegen

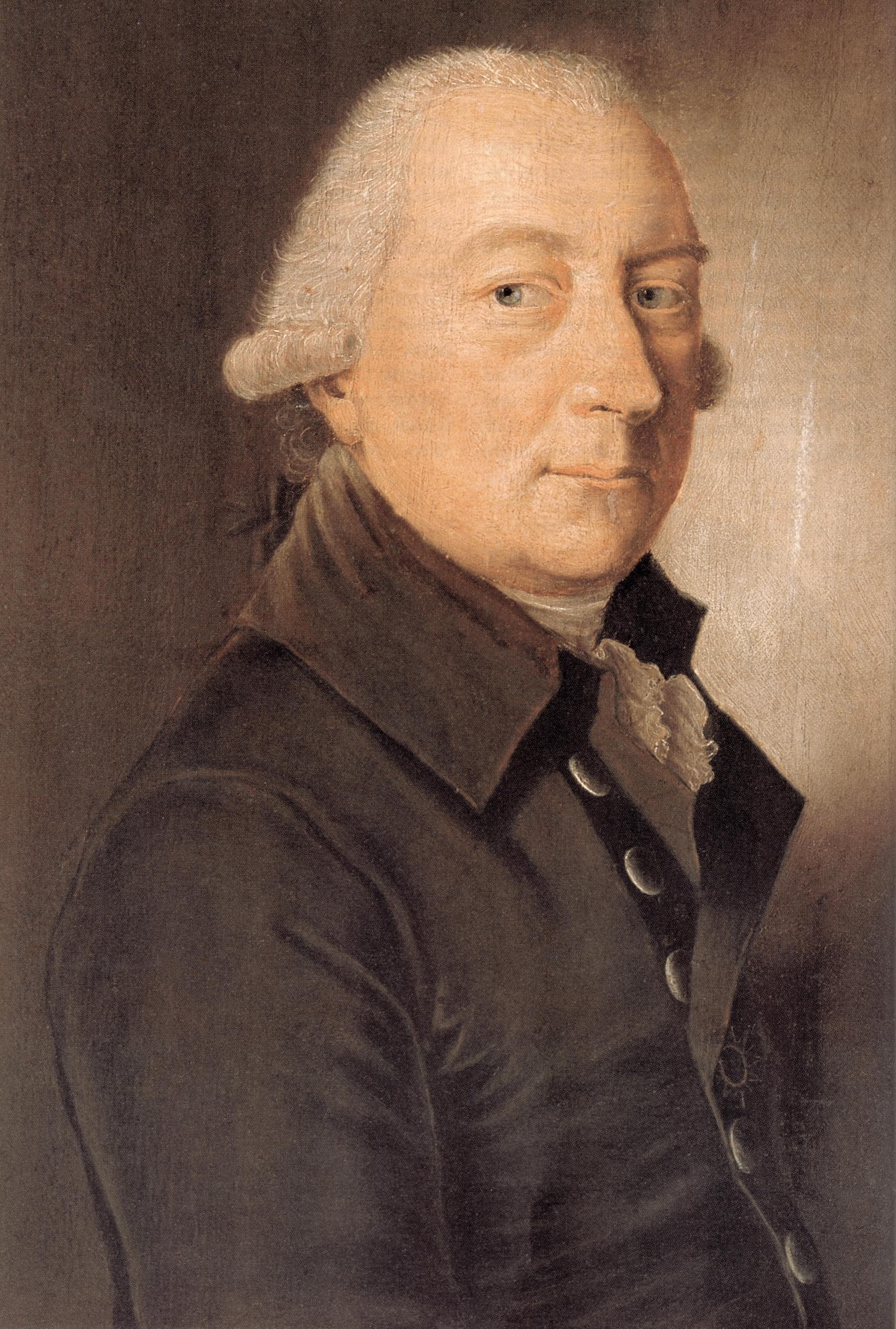
Frederik August van Nassau-Usingen

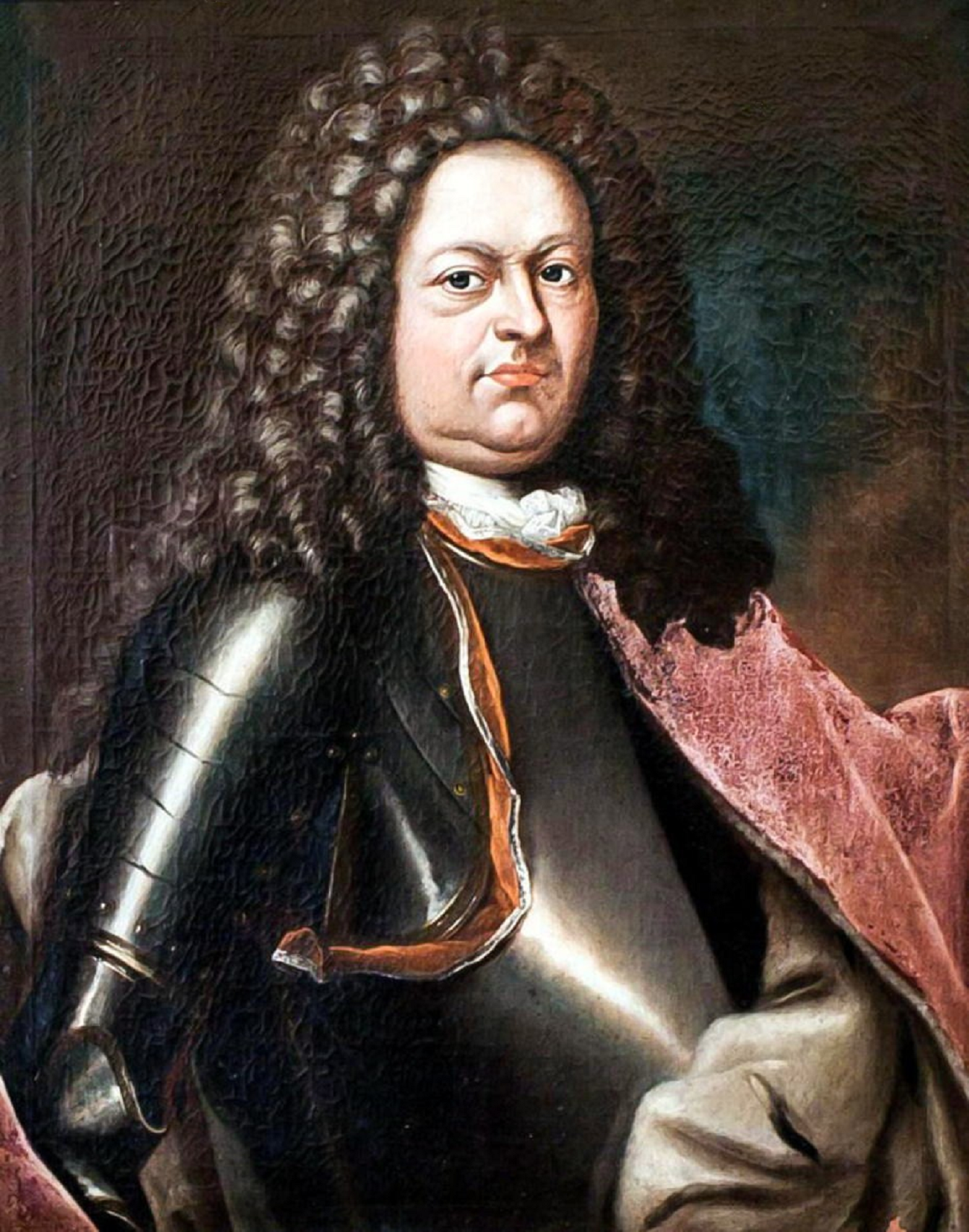
Johan Ernst van Nassau-Weilburg

- Kuresa Nasau, Tokelau-eilands premier
- José Nasazzi (1901-1968), Uruguayaans voetballer
- Arthur J. Nascarella (1944), Amerikaans acteur
- Abdias do Nascimento (1914-2011), Braziliaans politicus
- Alexandre do Nascimento (1925-2024), Angolees kardinaal-bisschop
- Milton Nascimento (1942), Braziliaans singer-songwriter
- Yazaldes Nascimento (1986), Santomees/Portugees atleet
- Tony Nash (1936-2022), Brits bobsleepiloot
- Avi Nash (1991), Amerikaanse acteur
- George Nash (1989), Brits roeier
- Godfrey Nash (1940-2020), Brits motorcoureur
- Graham Nash (1942), Engels zanger en songwriter.
- James Nash (1985), Brits autocoureur
- John Nash (1928), Amerikaans wiskundige
- Johnny Nash (1940-2020), Amerikaans soul-, reggae- en countryzanger
- Jørgen Nash (1920-2004), Deens kunstenaar
- Kevin Nash (1959), Amerikaans worstelaar en acteur
- Niecy Nash (1970), Amerikaans (stem)actrice en filmproducente
- Ted Nash (1932-2021), Amerikaans roeier
- Malahat Nasibova (1969), Azerbeidzjaans journalist en activist
- Sandra Nasić (1976), Duitse zangeres
- Sandra Näslund (1996), Zweeds freestyleskiester
- James Nasmyth (1818-1890), Schots ingenieur en uitvinder van de stoomhamer
- Felipe Nasr (1992), Braziliaans autocoureur
- Osama Nasr (ca.1963), Egyptisch islamitisch geestelijke (Aboe Omar)
- Ramsey Nasr (1974), Nederlands dichter, schrijver, essayist, acteur, regisseur, librettist en vertaler
- Hassan Nasrallah (1960-2024), Libanees islamitisch geestelijke, militair, politicus en terrorist
- Adolf I van Nassau (ca. 1255-1298), graaf van Nassau (1276-1298), koning van het Heilige Roomse Rijk (1292-1298), landgraaf van Thüringen (1294-1298)
- Diether III van Nassau († 1307), aartsbisschop en keurvorst van Trier (1300-1307)
- Gerhard van Nassau († 1312/14), Duits kanunnik
- Gerlach I van Nassau (vóór 1288-1361), graaf van Nassau (1298–1344)
- Gerlach van Nassau (1322-1371), aartsbisschop en keurvorst van Mainz (1346-1371)
- Hendrik I van Nassau († 1167), graaf van Nassau (1160–1167)
- Hendrik II van Nassau (ca. 1180-vóór 1251), graaf van Nassau (1198–1247)
- Herman van Nassau († vóór 1206), graaf van Nassau (1190–1192)
- Jan I van Nassau († 1309), elect van Utrecht (1267-1290)
- Mechtild van Nassau (1280-1323), Duits hertogin en paltsgravin
- Otto I van Nassau († 1289/90), graaf van Nassau (1251-1289/90)
- Rupert III van Nassau († 1191), graaf van Nassau (1160–1190)
- Rupert IV van Nassau († 1239), graaf van Nassau (1198–1230)
- Rupert V van Nassau (1280-1304), graaf van Nassau (1298–1304)
- Walram I van Nassau (ca. 1146-1198), graaf van Nassau (1176–1198)
- Walram II van Nassau (ca. 1220-1276), graaf van Nassau (1251-1276)
- Walram III van Nassau (1294-na 1324), graaf van Nassau (1312-1316)
- Bernhard van Nassau-Beilstein († 1556), graaf van Nassau-Beilstein (1499-1556)
- Catharina van Nassau-Beilstein († 1459), regentes van Hanau-Münzenberg (1452-1458)
- Hendrik I van Nassau-Beilstein (ca. 1307-1378), graaf van Nassau-Beilstein (1343-1378)
- Hendrik II van Nassau-Beilstein († 1412), graaf van Nassau-Beilstein (1378-1412)
- Hendrik III van Nassau-Beilstein († 1477), graaf van Nassau-Beilstein (1425-1477)
- Hendrik IV van Nassau-Beilstein (1449-1499), graaf van Nassau-Beilstein (1473-1499)
- Johan I van Nassau-Beilstein († 1473), graaf van Nassau-Beilstein (1412-1473)
- Johan II van Nassau-Beilstein († 1513), graaf van Nassau-Beilstein (1499-1513)
- Johan III van Nassau-Beilstein (1495-1561), graaf van Nassau-Beilstein (1513-1561)
- Reinhard van Nassau-Beilstein († 1414/18), graaf van Nassau-Beilstein (1378-1414/18)
- Hendrik van Nassau-Dillenburg (1550-1574), jongste broer van Willem van Oranje
- Charlotte Amalia van Nassau-Dillenburg (1680-1738), regentes van Nassau-Usingen (1718-1735) en Nassau-Saarbrücken (1728-1738)
- Johan van Nassau-Dillenburg († 1328), graaf van Nassau-Dillenburg (1303-1328)
- Willem Lodewijk van Nassau-Dillenburg (1560-1620), graaf van Nassau-Dillenburg, stadhouder van Friesland, Groningen en Drenthe
- Johan Casimir van Nassau-Gleiberg (1577-1602), graaf van Nassau-Gleiberg (1593-1602)
- Anna van Nassau-Hadamar († 1404), Duits gravin
- Elisabeth III van Nassau-Hadamar († 1413), abdis van het Sticht Essen (1370-1413)
- Emico I van Nassau-Hadamar († 1334), graaf van Nassau-Hadamar (1303-1334)
- Emico II van Nassau-Hadamar († 1359), graaf van Nassau-Hadamar (1337-1359)
- Emico III van Nassau-Hadamar († na 1394), graaf van Nassau-Hadamar (1364/65 - na 1394)
- Hendrik van Nassau-Hadamar († vóór 1369), graaf van Nassau-Hadamar (1364/65 - vóór 1369)
- Johan van Nassau-Hadamar († 1364/65), graaf van Nassau-Hadamar (1334-1364/65)
- Adolf IV van Nassau-Idstein (1518-1556), graaf van Nassau-Idstein (1554-1556)
- Balthasar van Nassau-Idstein (1520-1568), graaf van Nassau-Idstein (1564-1568)
- Filips van Nassau-Idstein (1450-1509), graaf van Nassau-Idstein (1480-1509)
- George August Samuel van Nassau-Idstein (1665-1721), vorst van Nassau-Idstein (1677-1721)
- Gustaaf Adolf van Nassau-Idstein (1632-1664), erfgraaf van Nassau-Idstein
- Henriette Charlotte van Nassau-Idstein (1693-1734), prinses van Nassau-Idstein
- Johan van Nassau-Idstein (1603-1677), graaf van Nassau-Idstein (1627-1677)
- Johan Lodewijk I van Nassau-Idstein (1567-1596), graaf van Nassau-Idstein (1568-1596)
- Otto van Nassau-Neuweilnau (1610-1632), graaf van Nassau-Neuweilnau (1627-1632)
- Anna Catharina van Nassau-Ottweiler (1653-1731), Duitse edelvrouw
- Christiane Charlotte van Nassau-Ottweiler (1685-1761), Duitse edelvrouw
- Frederik Lodewijk van Nassau-Ottweiler (1651-1728), graaf van Nassau-Ottweiler (1680-1728)
- Johan Lodewijk van Nassau-Ottweiler (1625-1690), graaf van Nassau-Ottweiler (1640-1680)
- Karel Siegfried van Nassau-Ottweiler (1659-1679), Duits militair
- Lodewijk van Nassau-Ottweiler (1661-1699), schout-bij-nacht bij de Staatse vloot
- Walraad van Nassau-Ottweiler (1656-1705), gouverneur van Nijmegen (1695-1705)
- Adolf van Nassau-Saarbrücken (1526-1559), graaf van Saarbrücken en Saarwerden (1544-1559)
- Carolina van Nassau-Saarbrücken (1704-1774), regentes van Palts-Zweibrücken (1735-1740)
- Crato van Nassau-Saarbrücken (1621-1642), graaf van Nassau-Saarbrücken (1640-1642)
- Filips II van Nassau-Saarbrücken (1509-1554), graaf van Saarbrücken en Saarwerden (1544-1554)
- Filips III van Nassau-Saarbrücken (1542-1602), graaf van Nassau-Neuweilnau (1559-1602), graaf van Saarbrücken en Saarwerden (1574-1602)
- Gustaaf Adolf van Nassau-Saarbrücken (1632-1677), graaf van Nassau-Saarbrücken (1640-1677)
- Hendrik van Nassau-Saarbrücken (1768-1797), erfprins van Nassau-Saarbrücken
- Johan II van Nassau-Saarbrücken (1423-1472), graaf van Saarbrücken (1429-1472)
- Johan III van Nassau-Saarbrücken (1511-1574), graaf van Saarbrücken en Saarwerden (1544-1574)
- Johan Lodewijk van Nassau-Saarbrücken (1472-1545), graaf van Saarbrücken (1472-1544) en Saarwerden (1527-1544)
- Johan Lodewijk van Nassau-Saarbrücken (1524-1542), Duits kanunnik
- Karel Lodewijk van Nassau-Saarbrücken (1665-1723), graaf van Nassau-Saarbrücken (1713-1723)
- Lodewijk Crato van Nassau-Saarbrücken (1663-1713), graaf van Nassau-Saarbrücken (1677-1713)
- Lodewijk van Nassau-Saarbrücken (1745-1794), vorst van Nassau-Saarbrücken (1768-1793)
- Willem Hendrik van Nassau-Saarbrücken (1718-1768), vorst van Nassau-Saarbrücken (1728-1768)
- Willem Lodewijk van Nassau-Saarbrücken (1590-1640), graaf van Nassau-Saarbrücken (1627-1640)
- Ernestine Charlotte van Nassau-Schaumburg (1662-1732), regentes van Nassau-Siegen (1691-1701)
- Adolf I van Nassau-Siegen (1362-1420), graaf van Diez (1388-1420), Nassau-Siegen (1416-1420) en Vianden (1417-1420)
- Adolf van Nassau-Siegen (1586-1608), Duits ritmeester in Staatse dienst
- Anna Johanna van Nassau-Siegen (1594-1636), Duits/Nederlands gravin
- Christiaan van Nassau-Siegen (1616-1644), Duits militair in Hessische en keizerlijke dienst
- Engelbrecht I van Nassau-Siegen (ca. 1370-1442), heer van Breda (1403-1442), graaf van Nassau-Siegen (1416-1442), Vianden (1417-1442) en Diez (1420-1442)
- Frederik Hendrik van Nassau-Siegen (1651-1676), Duits officier in het Staatse leger
- Frederik Willem Adolf van Nassau-Siegen (1680-1722), vorst van Nassau-Siegen (1691-1722)
- Frederik Willem II van Nassau-Siegen (1706-1734), vorst van Nassau-Siegen (1722-1734)
- Georg Frederik van Nassau-Siegen (1606-1674), Duits commandeur van Rijnberk (1648-1658), gouverneur van Bergen op Zoom (1658-1674)
- Hendrik I van Nassau-Siegen (ca. 1270-1343), graaf van Nassau-Siegen (1303-1343)
- Hendrik II van Nassau-Siegen (1414-1451), graaf van Nassau-Siegen, Vianden en Diez (1442-1451)
- Hendrik van Nassau-Siegen (1611-1652), Duits gouverneur van Hulst
- Johan I van Nassau-Siegen (ca. 1339-1416), graaf van Nassau-Siegen (1350/51-1416)
- Johan II van Nassau-Siegen († 1443), graaf van Nassau-Siegen (1416-1443), Vianden (1417-1443) en Diez (1420-1443)
- Johan III van Nassau-Siegen († 1430), graaf van Nassau-Siegen (1416-1430), Vianden (1417-1430) en Diez (1420-1430)
- Johan V van Nassau-Siegen (1455-1516), graaf van Nassau-Siegen en Diez (1475-1516)
- Johan VII van Nassau-Siegen (1561-1623), graaf van Nassau-Siegen (1606-1623) en militair theoreticus
- Johan Ernst van Nassau-Siegen (1582-1617), erfgraaf van Nassau-Siegen, kolonel in het Staatse leger, generaal van de Republiek Venetië
- Johan Ernst van Nassau-Siegen (1618-1639), Duits scheepsofficier bij de WIC
- Juliana van Nassau-Siegen (1587-1643), Duits gravin
- Magdalena van Nassau-Siegen (1596-1662), Duits gravin
- Maria van Nassau-Siegen (1418-1472), Duits gravin
- Maurits Frederik van Nassau-Siegen (1621-1638), Duits officier in het Staatse leger
- Otto II van Nassau-Siegen (ca. 1305-1350/51), graaf van Nassau-Siegen (1343-1350/51)
- Wilhelmina Christina van Nassau-Siegen (1629-1700), Duits gravin
- Willem van Nassau-Siegen (1592-1642), graaf van Nassau-Siegen (1624-1642), veldmaarschalk van het Staatse leger (1633-1642)
- Willem Maurits van Nassau-Siegen (1649-1691), vorst van Nassau-Siegen (1679-1691)
- Willem Otto van Nassau-Siegen (1607-1641), officier in het Zweedse leger
- Kraft van Nassau-Sonnenberg († na 1361), graaf van Nassau-Sonnenberg (1355-1361)
- Rupert van Nassau-Sonnenberg (ca. 1340-1390), graaf van Nassau-Sonnenberg (1355-1390)
- Carolina van Nassau-Usingen (1762-1823), prinses van Nassau-Usingen
- Frederik August van Nassau-Usingen (1738-1816), vorst van Nassau-Usingen (1803-1806), hertog van Nassau (1806-1816)
- Johan Adolf van Nassau-Usingen (1740-1793), Frans en Pruisisch generaal
- Karel van Nassau-Usingen (1712-1775), vorst van Nassau-Usingen (1718-1775)
- Karel Willem van Nassau-Usingen (1735-1803), vorst van Nassau-Usingen (1775-1803)
- Maria Albertina van Nassau-Usingen (1686-1768), regentes van Ortenburg (1725-1733)
- Walraad van Nassau-Usingen (1635-1702), graaf en vorst van Nassau-Usingen (1640-1702)
- Willem Hendrik I van Nassau-Usingen (1684-1718), vorst van Nassau-Usingen (1702-1718)
- Albrecht van Nassau-Weilburg (1537-1593), graaf van Nassau-Weilburg (1559-1593)
- Amalia van Nassau-Weilburg (1776-1841), Duits prinses
- Carolina van Nassau-Weilburg (1770-1828), Duits prinses
- Ernst Casimir van Nassau-Weilburg (1607-1655), graaf van Nassau-Weilburg (1627-1655)
- Filips I van Nassau-Weilburg (1368-1429), graaf van Nassau-Weilburg (1371-1429), graaf van Saarbrücken (1381-1429)
- Filips II van Nassau-Weilburg (1418-1492), graaf van Nassau-Weilburg (1429-1490)
- Filips III van Nassau-Weilburg (1504-1559), graaf van Nassau-Weilburg (1523-1559)
- Frederik van Nassau-Weilburg (1640-1675), graaf van Nassau-Weilburg (1655-1675)
- Frederik Willem van Nassau-Weilburg (1768-1816), vorst van Nassau-Weilburg (1788-1806), vorst van Nassau (1806-1816)
- George Willem Belgicus van Nassau-Weilburg (1760-1762), erfprins van Nassau-Weilburg
- Henriëtte van Nassau-Weilburg (1780-1857), Duits prinses
- Johan I van Nassau-Weilburg (1309-1371), graaf van Nassau-Weilburg (1344-1371)
- Johan III van Nassau-Weilburg (1441-1480), graaf van Nassau-Weilburg (1472-1480)
- Johan Ernst van Nassau-Weilburg (1664-1719), graaf van Nassau-Weilburg (1675-1719)
- Karel August van Nassau-Weilburg (1685-1753), vorst van Nassau-Weilburg (1719-1753)
- Karel Christiaan van Nassau-Weilburg (1735-1788), vorst van Nassau-Weilburg (1753-1788)
- Karel van Nassau-Weilburg (1775-1807), overste in het Staatse leger
- Lodewijk I van Nassau-Weilburg (1473?-1523), graaf van Nassau-Weilburg (1490-1523)
- Lodewijk II van Nassau-Weilburg (1565-1627), graaf van Nassau-Weilburg (1593-1627), Saarbrücken en Saarwerden (1602-1627)
- Lodewijk van Nassau-Weilburg (1761-1770), erfprins van Nassau-Weilburg
- Louise van Nassau-Weilburg (1765-1837), Duits prinses
- Margaretha van Nassau-Weilburg (1426-1490), Duits boekenverzamelaarster
- Maria van Nassau-Weilburg (1764-1802), coadjutrix en decanes van het Sticht Herford en kanunnikes van de Abdij van Quedlinburg
- Willem van Nassau-Weilburg (1570-1597), graaf van Nassau-Weilburg (1593-1597)
- Adolf I van Nassau-Wiesbaden-Idstein (1307-1370), graaf van Nassau-Wiesbaden-Idstein (1344-1370)
- Adolf I van Nassau-Wiesbaden-Idstein (1345/53–1390), bisschop van Speyer (1371-1390), aartsbisschop en keurvorst van Mainz (1381-1390)
- Adolf II van Nassau-Wiesbaden-Idstein (1386-1426), graaf van Nassau-Wiesbaden-Idstein (1393-1426)
- Adolf II van Nassau-Wiesbaden-Idstein (1423-1475), aartsbisschop en keurvorst van Mainz (1461-1475)
- Adolf III van Nassau-Wiesbaden-Idstein (1443-1511), graaf van Nassau-Wiesbaden (1480-1511), stadhouder van het hertogdom Gelre en het graafschap Zutphen (1481-1492)
- Engelbrecht van Nassau-Wiesbaden-Idstein (1448-1508), Duits kanunnik
- Filips I van Nassau-Wiesbaden-Idstein (1492-1558), graaf van Nassau-Wiesbaden-Idstein (1511-1554)
- Filips II van Nassau-Wiesbaden-Idstein (1516-1566), graaf van Nassau-Wiesbaden-Idstein (1536-1566)
- Gerlach II van Nassau-Wiesbaden-Idstein (1333-na 1386), graaf van Nassau-Wiesbaden-Idstein (1370-1386)
- Johan II van Nassau-Wiesbaden-Idstein (1360-1419), aartsbisschop en keurvorst van Mainz (1397-1419)
- Johan van Nassau-Wiesbaden-Idstein (1419-1480), graaf van Nassau-Wiesbaden-Idstein (1426-1480)
- Johan van Nassau-Wiesbaden-Idstein (1439-1482), Duits kanunnik
- Walram IV van Nassau-Wiesbaden-Idstein (1348/54-1393), graaf van Nassau-Wiesbaden-Idstein (1370-1393)
- Albert Nasse (1878-1910), Amerikaans roeier
- Gamal Abdel Nasser (1918-1970), president van Egypte (1956-1970)
- Karimi Nasseri (1945-2022), Iraans asielzoeker
- Adrian Năstase (1950), Roemeens premier (sinds 2000)
- Nasty (1971), Nederlands zangeres
- Moerat Nasyrov (37), Russisch zanger en songwriter (aka Murat Nasyrov)

## Nat
- Fambaré Ouattara Natchaba (1945-2020), Togolees politicus
- Jacques Nathan Garamond (1910-2001), Frans beeldend kunstenaar
- Daniel Nathans (1928-1999), Amerikaans microbioloog en Nobelprijswinnaar
- Bernard Nathanson (1926-2011), Amerikaans ex-aborteur en pro-lifer
- Julie Nathanson (1975), Amerikaans actrice, scenarioschrijfster
- Massimo Natili (1935-2017), Italiaans autocoureur
- Kitten Natividad (1948-2022), Mexicaans-Amerikaans pornoactrice en exotisch danseres
- Norman Nato (1992), Frans autocoureur
- Teppei Natori (2000), Japans autocoureur
- Jan de Natris (1895-1972), Nederlands voetballer en atleet
- Giulio Natta (1903-1979), Italiaans scheikundige en Nobelprijswinnaar
- Bert Natter (1968), Nederlands schrijver en journalist

## Nau
- Christian Nau (1944-2022), Frans zeilwagenracer en auteur
- Andi Naude (1996), Canadees freestyleskiester
- Beyers Naudé (1915-2004), Zuid-Afrikaans predikant en anti-apartheidsactivist
- Filip Naudts (1968), Belgisch fotograaf en fotorecensent
- Robert Naudts (1925-2017), Belgisch voetbalbestuurder
- Daria Nauer (1966), Zwitsers atlete
- Geoffrey Nauffts (1961), Amerikaans acteur, scenarioschrijver, filmregisseur, theaterproducent en toneelschrijver
- James Naughton (1945), Amerikaans acteur, filmregisseur en theaterregisseur
- Bruce Nauman (1941), Amerikaans kunstenaar
- Marija Naumova (1973), Russisch-Lets zangeres
- Karl Wilhelm Naundorff (1785-1845), Frans troonpretendent en bedrieger
- Peter Naur (1928–2016), Deens computerwetenschapper
- Folke Nauta (1973), Nederlands pianist
- Hielke Nauta (1932-2020), Nederlands politicus
- Jeen Nauta (1926-1986), Nederlands schaatser
- Lodi Nauta (1966), Nederlands hoogleraar
- Lolle Nauta (1929-2006), Nederlands filosoof en partijideoloog
- Walle Nauta (1916-1994), Nederlands-Amerikaanse neurofysioloog
- Hans van Nauta Lemke (1924-2021), Nederlands elektrotechnisch ingenieur en hoogleraar

## Nav
- Aleksej Navalny (1976-2024), Russisch oppositieleider en activist
- Urbano Navarrete Cortés (1920-2010), Spaans kardinaal, jezuïet en theoloog
- Dave Navarro (1967), Amerikaans gitarist en drummer
- Desiderio Navarro (1948), Cubaans kunst- en cultuurcriticus
- Iván Navarro (1981), Spaans tennisser
- Jorge Navarro (1996), Spaans motorcoureur
- Jesús Navas (1985), Spaans voetballer
- Yitzhak Navon (1921-2015), Israëlisch president, diplomaat en schrijver
- Martina Navrátilová (1956), Tsjechisch tennisster

## Naw
- Nawaf al-Ahmad al-Jaber al-Sabah (1937-2023), emir van Koeweit
- Adam Nawałka (1957), Pools voetballer en voetbalcoach
- Hilbrand Nawijn (1948), Nederlands ambtenaar, advocaat en politicus

## Nay
- Meagen Nay (1988), Australisch zwemster
- Brian Naylor (1923-1989), Brits autocoureur

## Naz

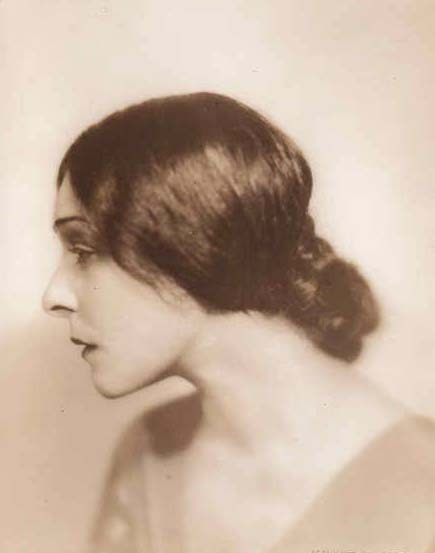
Alla Nazimova

- Noersoeltan Nazarbajev (1940), president van Kazachstan
- Michail Nazarov (1994), Russisch schansspringer
- Natalja Nazarova (1979), Russisch atlete
- Mike Nazaruk (1921-1955), Amerikaans autocoureur
- Alla Nazimova (1879-1945), Joods-Oekraïens-Amerikaans actrice